# Amolops bellulus
Amolops bellulus és una espècie de granota que viu a la República Popular de la Xina i Myanmar.